# Monasterio de Kom
Kom Monastery (en cirílico serbio, Манастир Ком) es un monasterio ortodoxo en Montenegro. Se encuentra en la pequeña isla de Odrinska gora, cerca de Žabljak Crnojevića, donde el río Crnojević desemboca en los pantanosos tramos noroccidentales del lago Skadar, el más grande de los Balcanes.
El monasterio de Kom fue construido entre 1415 y 1427, como una donación de Đurađ y Aleksa (Lješ) Đurašević, miembros de la importante familia noble montenegrina de los Crnojević, del principado de Zeta. El monasterio continuó el culto a la Virgen María, que se había ampliado considerablemente durante el antiguo gobierno de los Balšići. El monasterio también continuó la tradición de construir mausoleos, como los dedicados a los líderes de la resistencia montenegrina contra los turcos de la familia Černojevići. Los frescos más antiguos de su iglesia de la Dormición  son de la segunda mitad del siglo XV y son los mejor conservados de las iglesias del lago.
Durante un corto período de tiempo, el monasterio fue la sede del Metropolitanato de Zeta. En 1831, Petar II Petrović-Njegoš (Pedro II de Montenegro) fue nombrado archimandrita del Metropolitanato de Montenegro en el monasterio de Kom.